# Pilatus SB-2
Ne doit pas être confondu avec Tupolev SB-2.
Dimensions
Le Pilatus SB-2 Pelican était un avion de transport civil réalisé en Suisse pendant la Seconde Guerre mondiale par la jeune société Pilatus Aircraft.